# 宮城黎子
宮城 黎子（みやぎ れいこ、1922年5月27日 - 2008年6月1日）は、東京都大田区田園調布出身の女子テニス選手。東京府立第三高等女学校卒。
1950年代から60年代にかけて一世を風靡し、全日本選手権では1952年にシングルス初優勝。男女通じ最多となるシングルス10回（8連覇を含む）、ダブルス11回、混合ダブルス11回優勝。史上最多となる合計32個のタイトルを獲得している。
1964年、第2回フェデレーションカップ（現・フェドカップ）の日本代表選手に選ばれた。この年に全豪選手権と全米選手権にも出場し、42歳にして4大大会に挑戦した。全豪選手権は初戦敗退に終わったが、全米選手権では1回戦を突破し、2回戦でビリー・ジーン・モフィット（アメリカ、当時21歳）に挑戦したことがある。
引退後は1978年から1982年にかけてフェデレーションカップ日本代表監督を務める。晩年は「テニスクラシック」編集長、日本女子テニス連盟会長、日本テニス協会委員を務める一方、「グランドスラム基金」などを設立する。
2008年6月1日、癌のため86歳で死去した。
1955年の全米選手権の男子ダブルスで優勝した宮城淳は実弟である。先祖に梅素亭玄魚がいる。